# Аспарухово (Монтанська область)
Аспару́хово (болг. Аспарухово) — село в Монтанській області Болгарії. Входить до складу общини Медковець.

## Населення
За даними перепису населення 2011 року у селі проживали 524 особи.
Національний склад населення села:
| Національність   | Кількість осіб | Відсоток |
| ---------------- | -------------- | -------- |
| болгари          | 414            | 87,3%    |
| цигани           | 57             | 12,0%    |
| інша             | 0              | 0%       |
| Всього відповіли | 474            |          |

Розподіл населення за віком у 2011 році:
Динаміка населення: